# Sloatsburg
Sloatsburg és una població dels Estats Units a l'estat de Nova York. Segons el cens del 2000 tenia 3.117 habitants.

## Demografia
Segons el cens del 2000, Sloatsburg tenia 3.117 habitants, 1.046 habitatges, i 826 famílies. La densitat de població era de 449,1 habitants per km².
Dels 1.046 habitatges en un 38,5% hi vivien nens de menys de 18 anys, en un 63,6% hi vivien parelles casades, en un 10,4% dones solteres, i en un 21% no eren unitats familiars. En el 15,9% dels habitatges hi vivien persones soles el 5,7% de les quals corresponia a persones de 65 anys o més que vivien soles. El nombre mitjà de persones vivint en cada habitatge era de 2,91 i el nombre mitjà de persones que vivien en cada família era de 3,27.
Per edats la població es repartia de la següent manera: un 26,1% tenia menys de 18 anys, un 7% entre 18 i 24, un 31,1% entre 25 i 44, un 24,2% de 45 a 60 i un 11,6% 65 anys o més.
L'edat mediana era de 37 anys. Per cada 100 dones de 18 o més anys hi havia 93,3 homes.
La renda mediana per habitatge era de 70.721 $ i la renda mediana per família de 78.529 $. Els homes tenien una renda mediana de 51.549 $ mentre que les dones 39.464 $. La renda per capita de la població era de 27.180 $. Entorn del 0,8% de les famílies i el 3% de la població estaven per davall del llindar de pobresa.